# Roger Nordlund
Roger Nordlund, né le 19 novembre 1957, est un homme politique ålandais.
Il est membre du parti centriste Ålandsk Center, dont il dirige la section jeunes de 1979 à 1985 avant d'en devenir le président de 1986 à 1987, puis de 1997 à 2007. Il entre au Lagting, le parlement régional, en 1983, puis est réélu en 1987. À la suite des élections de 1991, il devient ministre de la Culture et de l'Éducation au sein du gouvernement de Ragnar Erlandsson (1991-1995), puis vice-lantråd et ministre des Finances dans celui de Roger Jansson (1995-1999). Il devient lantråd (premier ministre)  en 1999 et dirige le gouvernement ålandais jusqu'en 2007. Il retourne alors au Lagting, qu'il préside de 2007 à 2011, avant de retrouver des fonctions ministérielles sous Camilla Gunell, redevenant vice-landtråd et ministre des Finances en 2011,.